# Норделос
Норделос (нід. Noordeloos) — місто в нідерландській провінції Південна Голландія. Входить до муніципалітету Моленланден. Його населення станом на 2013 рік складало 1816 осіб.
Раніше мало статус окремого муніципалітету.

## Галерея

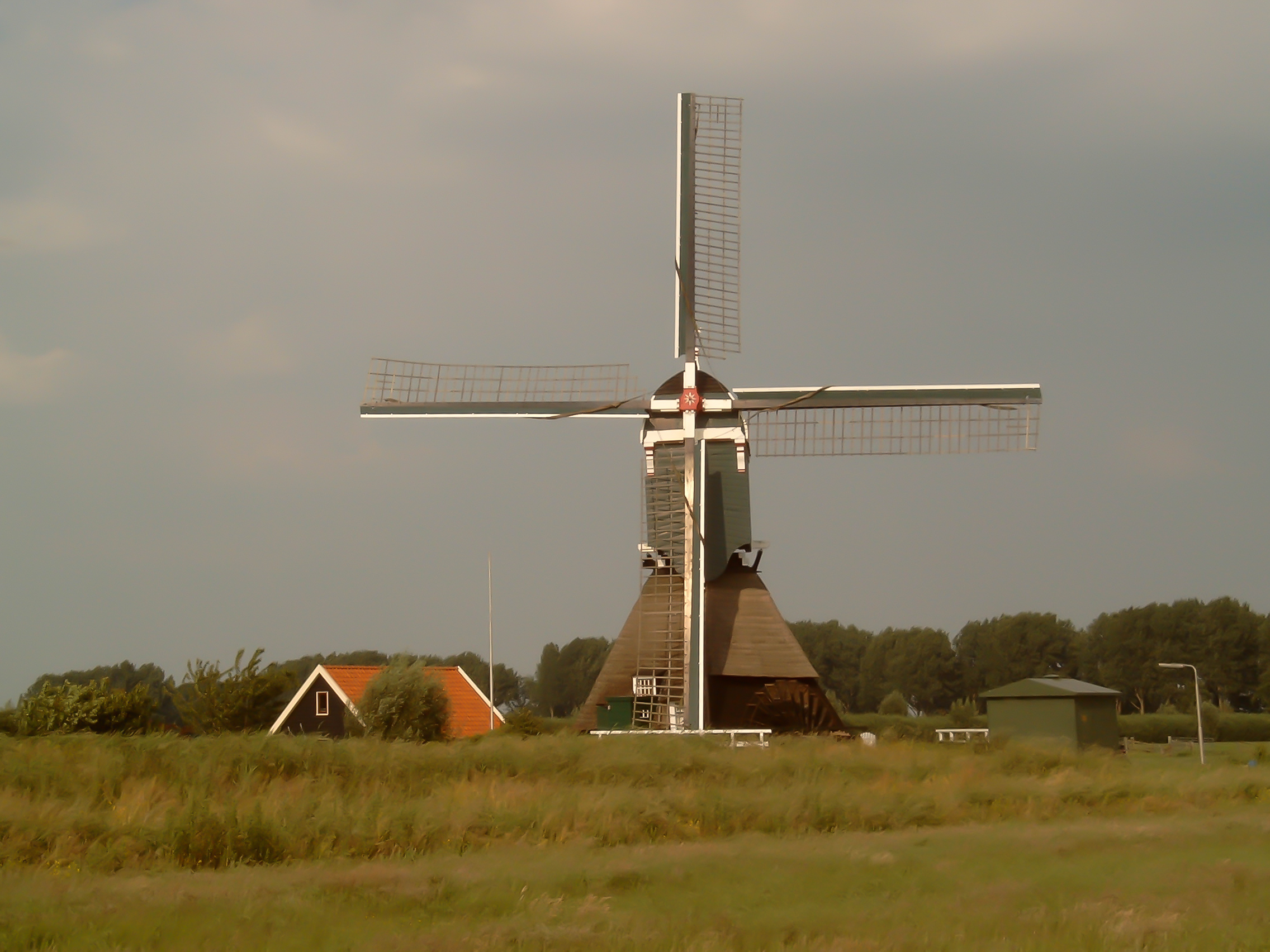
Вітряк Boterslootse
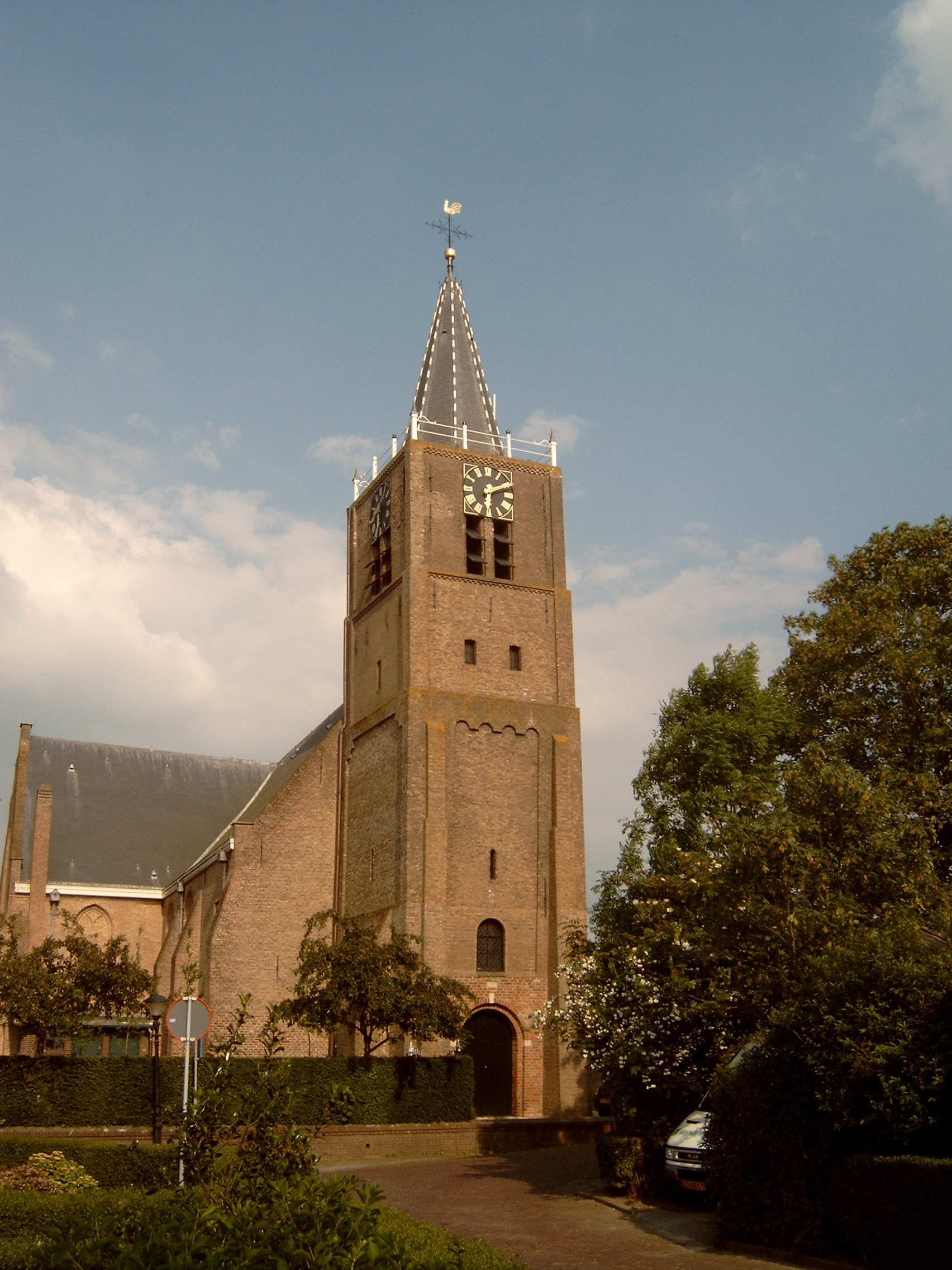
Церква у місті
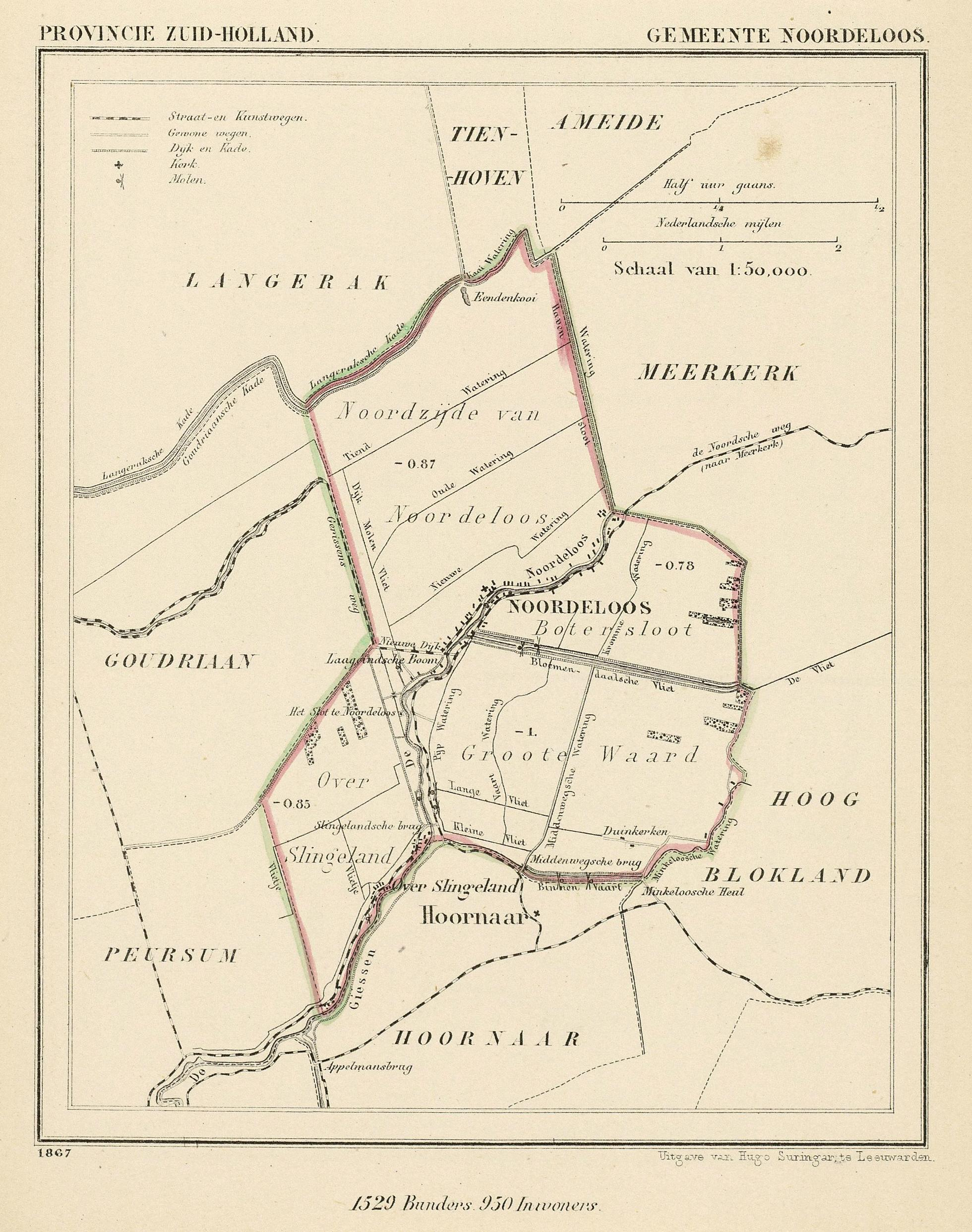
Мапа муніципалітету Норделос (1867)